# Веспа, Бруно
Бру́но Па́оло Ве́спа (итал. Bruno Paolo Vespa; род. 27 мая 1944, Л’Акуила, Королевство Италия) ─ итальянский журналист, радио- и телеведущий, автор телевизионных программ, сценарист и писатель. С 1990 по 1993 год ─ директор новостного тележурнала TG1, создатель и ведущий телевизионной программы «Porta a Porta», идущей на канале Rai 1 с 1996 года.

## Биография
Родился 27 мая 1944 года в городе Л’Акуила, столице региона Абруццо.
Дебютировал в шестнадцатилетнем возрасте в качестве сотрудника местной прессы Абруццо: он был автором спортивных статей для отделения Aquila газеты Il Tempo.
В 1962 году, в возрасте восемнадцати лет, он стал радиорепортёром в Rai.
В 1968 году окончил Римский университет Ла Сапиенца и получил степень юриста (защитив диплом на тему: «Право на информирование»). В том же году занял первое место в национальном конкурсе радиокомментаторов.
Затем он был принят в редакцию объединённых телевизионных новостей, а с 1976 года стал работать в новостном тележурнале TG1 специальным корреспондентом.
За свою репортёрскую карьеру он интервьюировал многих главных политических деятелей семидесятых и восьмидесятых годов XX века. 10 марта 1975 года он взял интервью у Жозе Санчеса Осорио, секретаря христианских демократов (PDC), накануне задуманного им и неудавшегося государственного переворота в Португалии.
В 1977 году он провёл интервью с архиепископом Кракова, кардиналом Каролем Войтылой, будущим Папой Римским Иоанном Павлом II. Впоследствии кардинал, ставший Папой, позвонил ему в прямом эфире в 1998 году во время передачи «Porta a Porta», посвящённой двадцатой годовщине его понтификата.

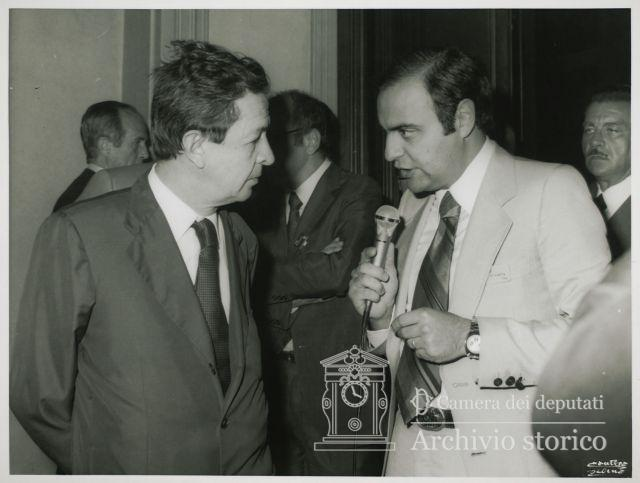
Бруно Веспа берет интервью у Энрико Берлингуэра в день принесения Сандро Пертини присяги на пост президента Итальянской Республики в 1978 году.

В 1977 году он вместе с Арриго Петакко был ведущим телевизионной программы «Там Там», посвящённой текущим событиям.
В 1978 году он сообщил в прямом эфире во время внеочередного выпуска TG1 днём 9 мая об обнаружении тела Альдо Моро. В том же году он стал ведущим новостной программы «Ping Pong», с приглашёнными гостями в студии, своего рода предшественницы «Porta a porta».
Вечером 2 августа 1980 года он первым сообщил в прямом эфире о том, что теракт на вокзале Болоньи не был результатом несчастного случая, как считалось ранее, а стал результатом взрыва бомбы. Веспа первым показал воронку от взрыва бомбы.
В июне 1984 года он был официальным комментатором новостного тележурнала TG1 похорон секретаря итальянской коммунистической партии Энрико Берлингуэра, в прямом эфире с площади Сан-Джованни в Риме.
Во время Войны в Персидском заливе (август 1990 — январь 1991) он был единственным итальянским журналистом, взявшим интервью у Саддама Хусейна, несмотря на официальное возражение итальянского правительства.
С 1990 по 1993 год был директором новостного тележурнала TG1.
С 1996 года он ведёт культурную, политическую и актуальную программу «Porta a porta», которая считается одним из главных форумов итальянских политических дебатов в той мере, в какой её иронически определил бывший премьер-министр и пожизненный сенатор Джулио Андреотти: «третья палата парламента Италии».
Именно здесь за пять дней до всеобщих выборов в Италии 2001 года, 8 мая 2001 года, Сильвио Берлускони, тогдашний лидер оппозиции, подписал так называемый «Контракт с итальянцами».
3 апреля 2006 года он был модератором вторых телевизионных предвыборных дебатов между левоцентристским лидером Романо Проди и уходящим премье-министром Сильвио Берлускони.
6 апреля 2009 года он провёл специальный выпуск Porta a porta, посвящённый землетрясению 2009 года, поразившему Абруццо. Программа открылась выступлением самого Веспы, который со своей очень личной точки зрения рассказал об ущербе, нанесённом землетрясением в Л’Акуиле, его родному городу.
15 сентября 2009 года вёл специальный выпуск Porta a porta о вручении ключей от нового жилья пострадавшим от землетрясения в Абруццо, вызвав гнев левоцентристской оппозиции, которая обвинила журналиста в «пропаганде» в отношении правительства Берлускони.
В 2009, 2010 и 2011 годах был ведущим церемонии вручения премии Кампьелло.
В 2011 году вместе с Пиппо Баудо вёл варьете Centocinquanta, посвящённое 150-летию объединения Италии.
В том же году он получил Премию Сен-Венсан в области журналистики за заслуги в карьере после того, как выиграл её дважды (1978 и 2000) на телевидении. Он также получил премию Estense Lifetime Achievement Award.
С 2007 по 2020 год вместе со своим сыном Федерико вёл утреннюю программу на частной национальной радиостанции RTL 102.5 под названием Non Stop News: Tell me, которая выходит в эфир каждую пятницу утром в 8:00.
С 2014 по 2019 год он был директором QN-Quotidiano Nazionale (консорциум, объединяющий три газеты La Nazione, Il Giorno и Il Resto del Carlino). Он до сих пор продолжает писать для этих трёх изданий, а также является обозревателем газет Il Mattino и Il Gazzettino.
Веспа также является известным эссеистом, работающим более пятидесяти лет, в основном публикующимся для издательства Mondadori.
7 декабря 2021 года вместе с Милли Карлуччи был ведущим вечера в театре Ла Скала в Милане, посвящённого премьере спектакля Джузеппе Верди «Макбет», представленному президенту Республики Серджо Маттарелла.
С 2023 года, после 20.00 на TG1, ведёт программу «Пять минут».
Живёт в Риме, на площади Испании.

## Семья
Жена: Аугуста Яннини, судья, бывшая глава законодательного управления Министерства юстиции и бывший член Управления по гарантии конфиденциальности. Женаты с 14 июня 1975 года.
Дети:
- Федерико, журналист
- Алессандро, бизнес-юрист

Вместе со своей семьёй он является владельцем фермы «Masseria Li Reni» в Апулии, в Мандурии.
На четырёх гектарах семейного виноградника выращивают лозы Примитиво, одного из основных региональных винных сортов. Является основателем семейного винного погреба Futura 14.

## Творчество

### Кинофильмы
- 2006 ─ Commediasexi, камео[4]

Телефильмы
- 2022 ─ Винченцо Маликонико, неудачливый адвокат, камео[5] (телесериал)

## Награды
- 1978 ─ Премия Сен-Венсан за достижения в области журналистики (присуждена президентом республики Сандро Пертини)
- 1995 ─ Премия Гвидарелло за достижения в области журналистики
- 1999 ─ Международный Гран-при в сфере развлечений за лучшую программу о текущих событиях и культуре
- 2000 ─ Премия Сен-Венсан за достижения в области журналистики (присуждена президентом республики Карло Азелио Чампи)
- 2004 ─ Премия Банкарелла, за книгу Кавалер и профессор / Il cavaliere e il professore[6]
- 2018 ─ Орден Минервы[7]
- 2023 — Орден «За заслуги» III степени (4 сентября 2023 года, Украина) — за весомый личный вклад в укрепление межгосударственного сотрудничества, поддержку государственного суверенитета и территориальной целостности Украины, популяризацию Украинского государства в мире[8]